# 西蒙尼·帕羅蒂

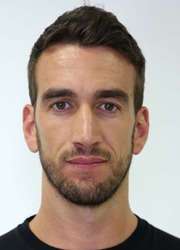
西蒙尼·帕羅蒂

西蒙尼·帕羅蒂（義大利語：Simone Parodi；1986年6月16日—）是一位意大利排球運動員。他現在效力於意大利排球聯賽球隊盧貝排球俱樂部。他也代表意大利國家男子排球隊參賽。他也參加了2012年倫敦奧運會的比賽。